# Boetticher
Boetticher – inflancki herb szlachecki, odmiana herbu Pelikan.

## Opis herbu
Opis z wykorzystaniem klasycznych zasad blazonowania:
W polu błękitnym, na murawie zielonej, pelikan srebrny karmiący pisklęta krwią z rozdartej piersi. W klejnocie nad hełmem dwa skrzydła orle – prawe błękitne, lewe srebrne. Labry błękitne podbite srebrem.

## Najwcześniejsze wzmianki
Używany przez inflancką rodzinę von Boetticher, wzmiankowaną od XVII wieku. Sam herb znany z pieczęci Gottfrieda Andreasa (1718-1752) i Karla Friedricha (1737-1830), synów ministra Christophorusa (1686-1745). Wymienia go herbarz Baltisches Wappenbuch.

## Herbowni
Herb ten był herbem własnym, toteż do jego używania uprawniony jest tylko jeden ród herbownych:
Boetticher.